# Rio Marmelada
Rio Marmelada är ett vattendrag i Brasilien.   Det ligger i delstaten Minas Gerais, i den sydöstra delen av landet, 500 km sydost om huvudstaden Brasília.
Omgivningarna runt Rio Marmelada är huvudsakligen savann. Runt Rio Marmelada är det glesbefolkat, med 16 invånare per kvadratkilometer.